# Accuracy International AS50
AS50 är ett prickskyttegevär i kaliber 12,7 × 99 mm NATO tillverkat av den brittiska vapentillverkaren Accuracy International.
Geväret väger 14,1 kg oladdat och är gjort av stål. Ett magasin rymmer 5 patroner. AS50 är konstruerat att slå ut mål på 1850 meters avstånd.